# یو-تی سان دیگو
یو-تی سان دیگو (به انگلیسی: U-T San Diego) نشریه‌ای روزانه است که در سن دیگو کالیفرنیا منتشر می‌شود. نام این نشریه در سال ۲۰۱۲ از The San Diego Union-Tribune به نام فعلی تغییر یافت که در سال ۱۹۹۲ از ادغام San Diego Union و San Diego Evening Tribune به وجود آمده بود. در سال ۱۹۳۹ San Diego Sun با Evening Tribune ادغام شد. در سال ۲۰۱۲، شرکت رقیب، North County Times، به U-T San Diego ادغام شد. این نشریه صاحب یک کانال تلویزیون هم هست.